# 150 (число)
150 (Сто п'ятдеся́т) — натуральне число між 149 та 151.

## У математиці
- 3-тє 51-кутове число

### Геометрія
- Геометричний кут 150 ° належить до розряду тупих кутів

Кут 150 градусів

## Хімія, фізика, астрономія
- NGC 150 — галактика в сузір'ї Скульптор.
- (150) Нюйва — астероїд головного поясу.

## Географія
- Місто Заозерськ інакше називається Мурманськ-150

## У спорті
- 150 метрів — довжина штрафного кола в біатлоні.

## Військова справа
- 150-та стрілецька дивізія

## В інформатиці
- ASCII-код символу «-»

## Час
- 29 травня — 150-й у високосні роки | 30 травня — 150-й день року.
- Роки:

150 до н. е. | 150 рік | 150-ті до н. е.. | 150-ті роки

## Моделі техніки
- ЗіС-150 — радянський вантажний автомобіль
- Цесна 150 (англ. Cessna 150) — легкий літак
- Т-150 та Т-150К марки універсальних швидкісних тракторів, що випускаються Харківським тракторним заводом
- Ла-150 — винищувач
- U-150 — малий німецький підводний човен

## В інших галузях
- Поштовий індекс міста Ярославль.
- 150 — Код ГІБДД-ДАІ Московської області.
- 150 місце у світі посідає Лаос за густотою населення.
- 150 місце у світі посідає Ізраїль за площею території.